# Beaubourg (album)
Pour les articles homonymes, voir Beaubourg.
Albums de Vangelis
Spiral
(1976) China
(1979)
Beaubourg est un album studio du compositeur grec Vangelis, sorti en 1978.

## Historique
Cet album contient beaucoup d'improvisation musicale. Vangelis n'utilise ici que son Yamaha CS-80. En 1992, Vangelis explique son attirance pour cet instrument : « La naissance du CS-80 m’a donné de grandes espérances dans le développement des synthétiseurs, du fait de ses capacités uniques au royaume de la sensibilité musicale. C’était le seul synthétiseur qui avait cette expressivité depuis 1975. Aucun synthétiseur n’a été conçu selon cette pensée depuis cette période. »
Le nom de l'album renvoie au quartier de Paris où Vangelis a vécu quelques années à la fin des années 1960. Il avait été séduit par l'environnement culturel du lieu qui accueillera plus tard un haut lieu de l'art moderne, le Centre national d'art et de culture Georges-Pompidou. Le plateau Beaubourg est également un haut lieu de la musique expérimentale avec l'ouverture du Institut de recherche et coordination acoustique/musique en 1977.
C'est le dernier de l'artiste chez RCA Records. Il signera ensuite chez Polydor.

## Liste des titres
| 1. | Beaubourg, Part I | 18:09 |

| 1. | Beaubourg, Part II | 21:05 |

## Crédits
- Vangelis Papathanassiou : compositeur, synthétiseur, conception de la pochette[5]
- John Dyer : direction artistique
- Keith Spencer-Allen : ingénieur du son
- Marlis Duncklau : assistant-ingénieur
- Veronique Skawinska : photographies
- Louis Eastb : artwork